# Adiantum philippense
Adiantum philippense är en kantbräkenväxtart. Adiantum philippense ingår i släktet Adiantum och familjen Pteridaceae.

## Underarter
Arten delas in i följande underarter:
- A. p. intermedium
- A. p. philippense
- A. p. teestae